# Język akha
Język akha – język należący do grupy tybeto-birmańskiej, używany przez członków grupy etnicznej Akha, zamieszkującej w południowych Chinach, Birmie, Laosie i Tajlandii.
Niekiedy (zwłaszcza w Chinach) bywa uznawany za dialekt języka hani. W Chinach lud Akha uchodzi bowiem za jedną z grup Hani.
Od lat 50. XX w. powstały różne metody zapisu tego języka. Często stosuje się alfabet łaciński. W Birmie i Tajlandii bywa zapisywany przy użyciu pisma birmańskiego bądź tajskiego.